# Luca di Tommè

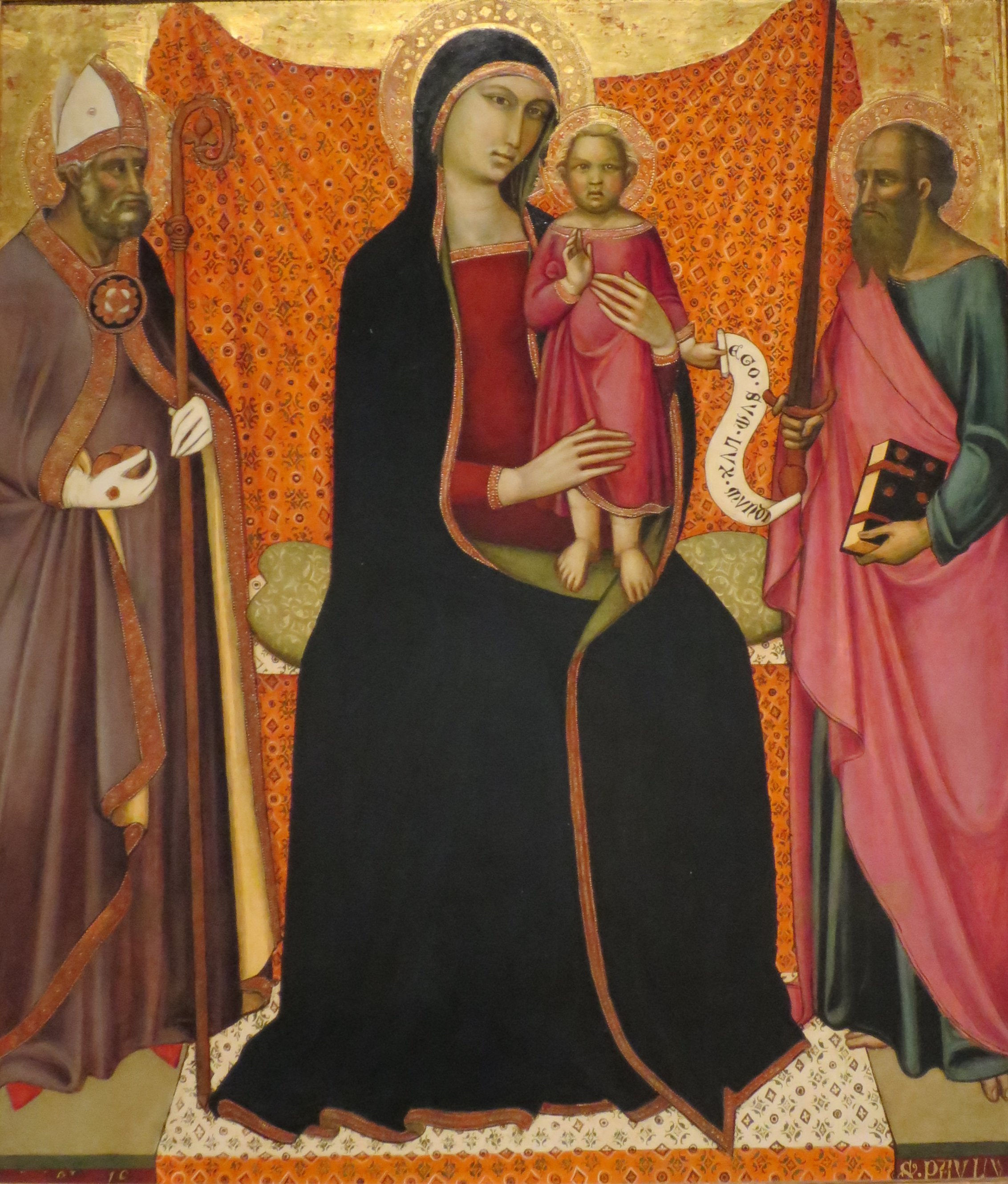
Madonna con Bambino con San Nicola e San Paolo, Los Angeles County Museum of Art, Los Angeles, California, USA

Luca di Tommè (Siena, 1330 circa – 1389 dopo) è stato un pittore italiano, appartenente alla scuola senese.

## Biografia
Fortemente influenzato dall'opera dei concittadini senesi Pietro Lorenzetti e Simone Martini, collaborò con Bartolo di Fredi e il miniatore senese Niccolò di ser Sozzo Tegliacci (o Tegliaccio).
Si caratterizzò per una impeccabile solidità e nitidezza che si ripete in un modulo figurativo carente di vita interna.
Fu un pittore molto attivo e produttivo e seguì il suo stile di severità iconica, quasi neo-bizantina.

## Opere
- Polittico conservato nella Pinacoteca nazionale di Siena.
- Scomparto di polittico raffigurante San Pietro apostolo per la chiesa di San Pietro a Ovile in Siena, conservato nel Museo Diocesano d'Arte sacra.
- Crocifissione nel Museo nazionale di San Matteo di Pisa.
- Madonna col Bambino nella chiesa di San Lorenzo Martire di Pescina.
- Madonna col Bambino , tavola conservata nella chiesa della pieve di Santa Mustiola.
- Scomparti di polittico raffigurantiMadonna in trono e S. Antonio abate, Museo Chiesa di S. Francesco di Mercatello sul Metauro.
- Gesù adolescente che dialoga con i dottori del Tempio, cappella-altare Dragomanni nella Chiesa di San Domenico ad Arezzo.
- Madonna col Bambino, san Domenico, san Pietro, san Paolo e san Pietro martire, tempera su tavola (1370), polittico conservato nel Museo civico di Rieti.[2]
- Madonna col Bambino, dalla chiesa di San Giovanni Battista a Pernina a Sovicille (1370-1390), conservato al Museo civico e d'arte sacra di Colle di Val d'Elsa.